# Ribeauvillé
Ribeauvillé (Rapperschwir en alsacià, Rappoltsweiler en alemany) és un municipi francès situat al departament de l'Alt Rin i a la regió del Gran Est.

## Demografia
| 1962  | 1968  | 1975  | 1982  | 1990  | 1999  |
| ----- | ----- | ----- | ----- | ----- | ----- |
| 3.960 | 4.137 | 4.282 | 4.506 | 4.774 | 4.929 |

## Administració
| Període   | Identitat         | Partit |
| --------- | ----------------- | ------ |
| -1995     | Pierre Posth      |        |
| 1995-2001 | Pierre Schmitt    |        |
| 2001-     | Jean-Louis Christ | UMP    |

## Personatges il·lustres
- Philippe-Jacques Spener (1635-1705) fundador del corrent pietista
- Jean-Michel Beysser (1753-1794), general francès, morí guillotinat
- André Friedrich (1798-1877) escultor
- Carl August Steinheil (1801-1870), físic i astrònom, un dels inventors del telègraf elèctric.
- Johann Baptist Wendling (1723-1797) flautista.

## Galeria d'imatges

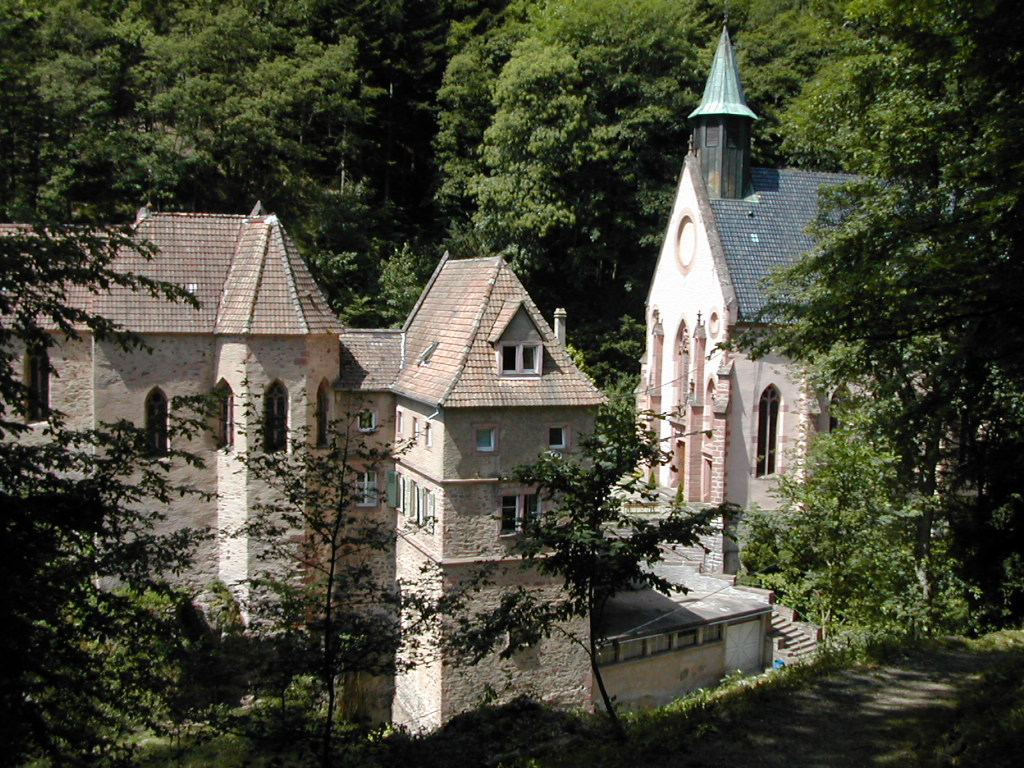
Mare de Déu dede Dusenbach
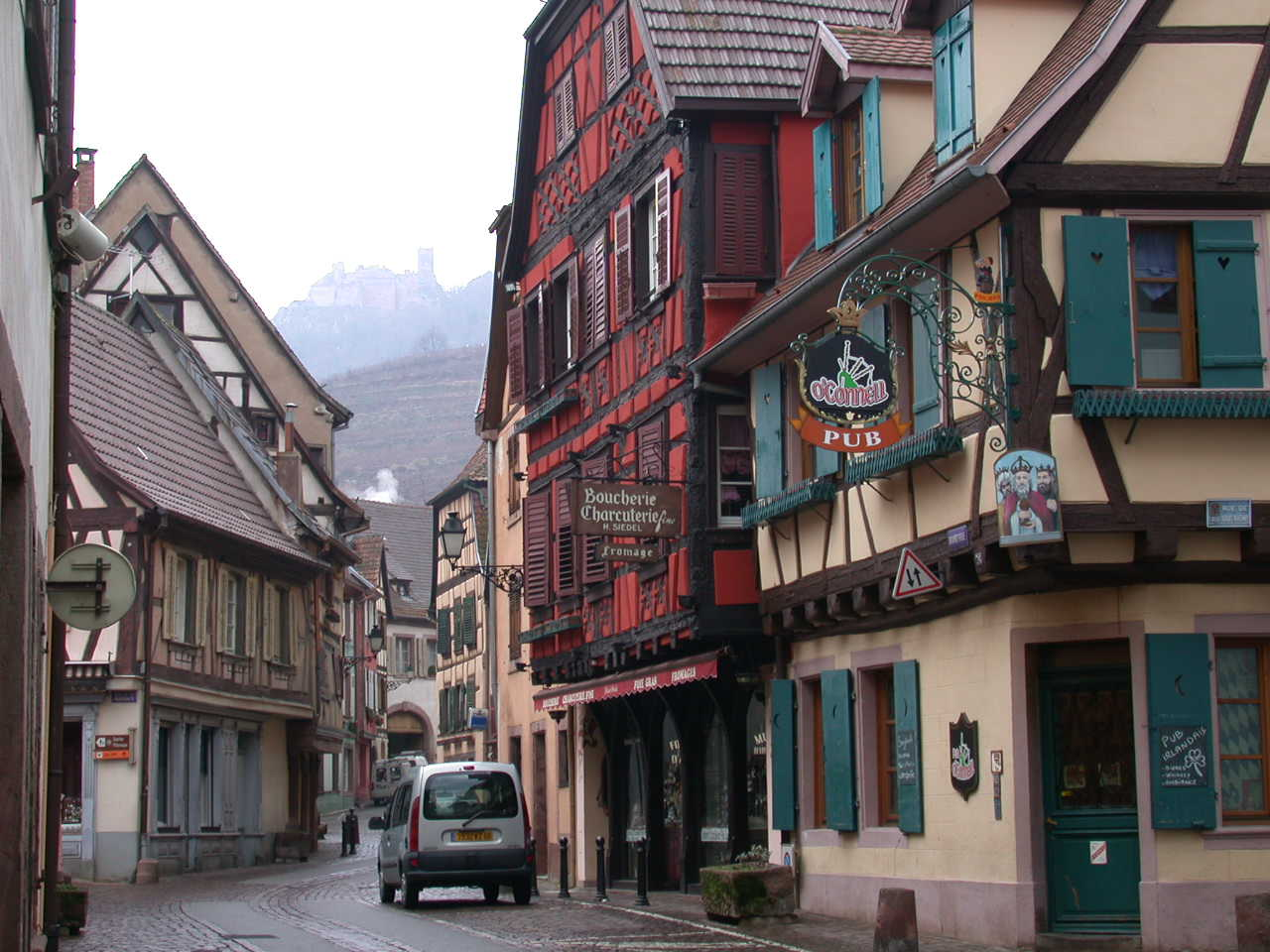
Ribeauvillé i el castell de Saint-Ulrich al fons
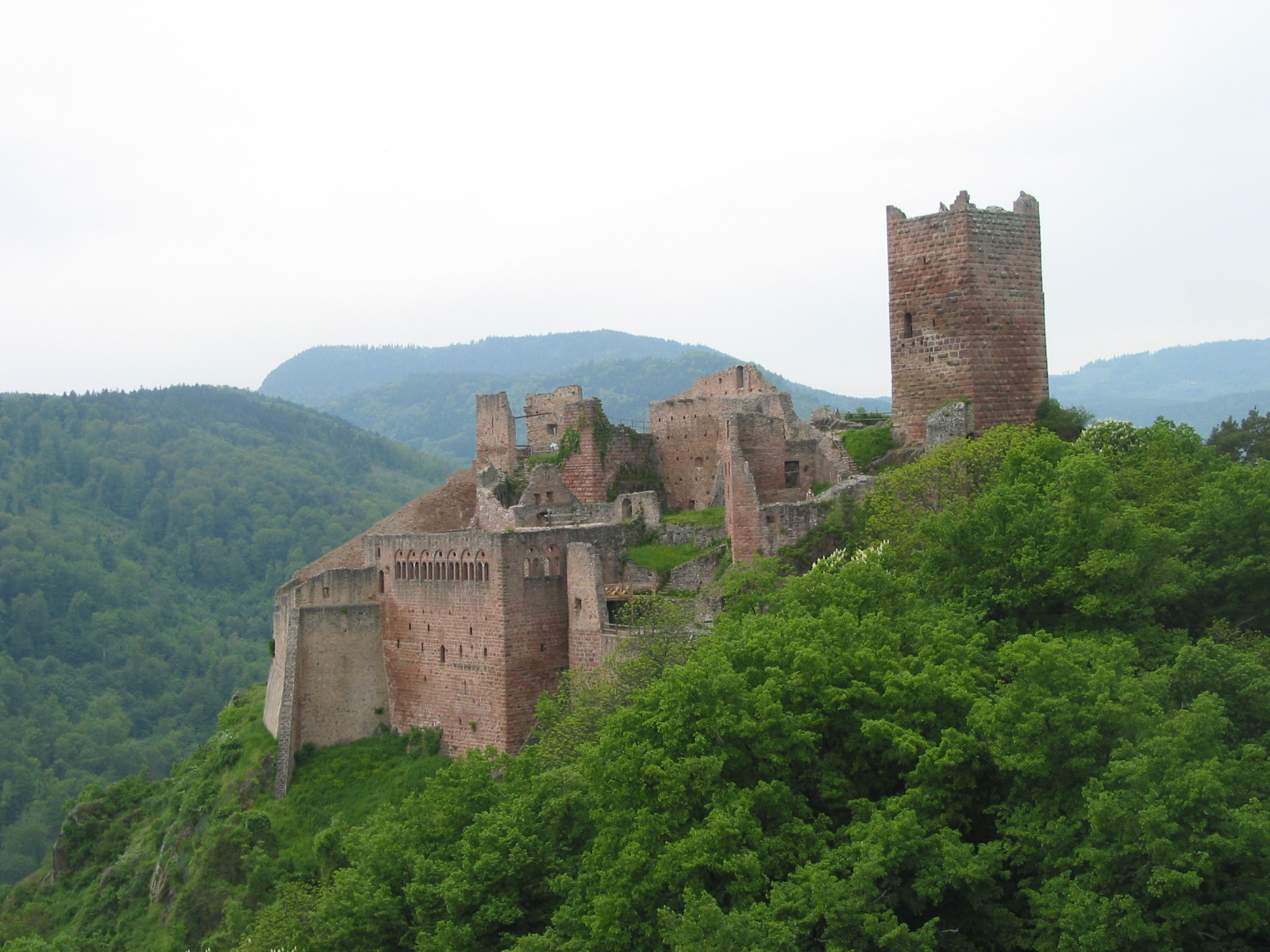
El castell de Saint-Ulrich vist des del castell de Girsberg